# Giả thuyết vụ va chạm lớn

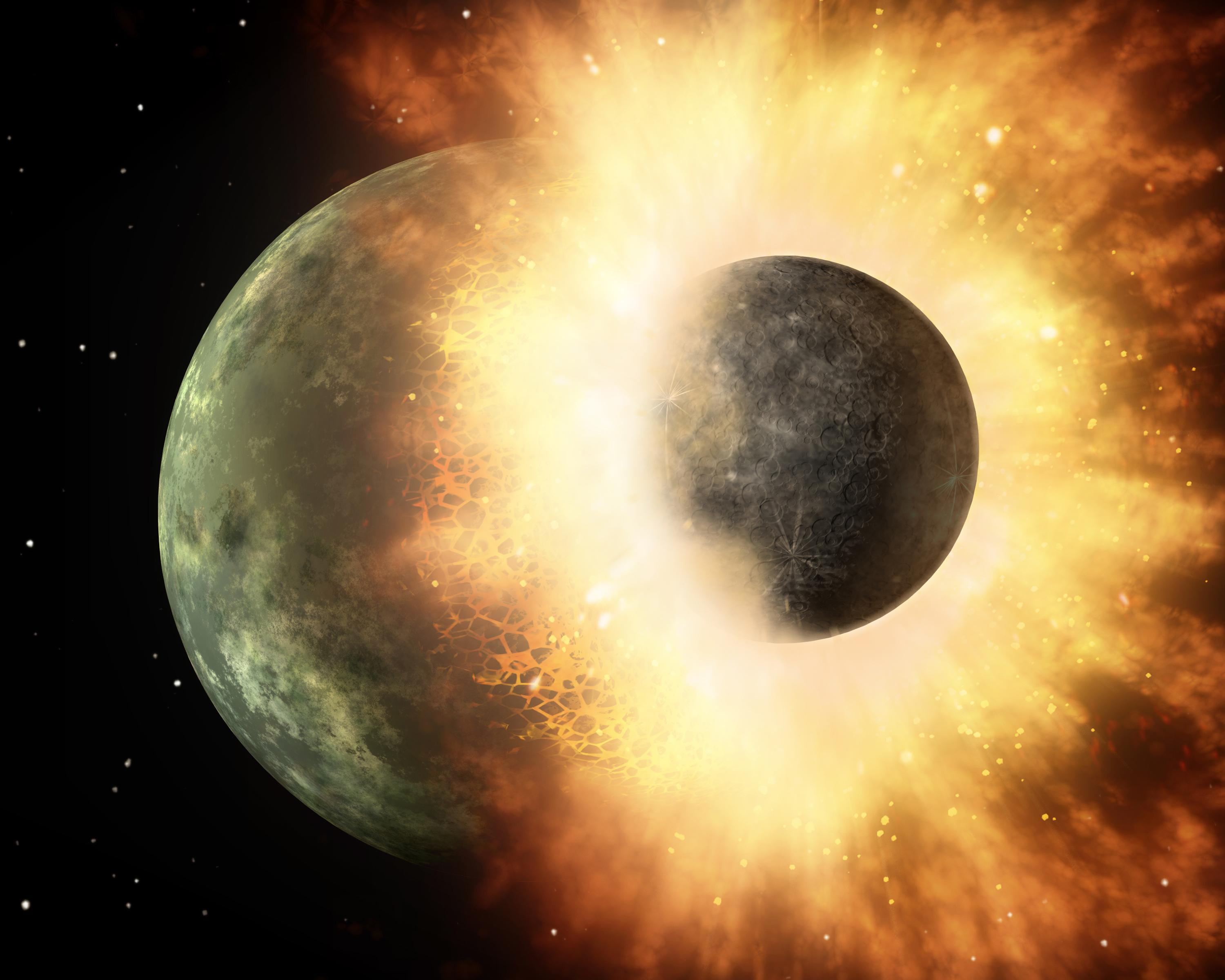
Mô tả về vụ va chạm giả định rằng đã hình thành nên Mặt Trăng

Giả thuyết vụ va chạm lớn, đôi khi được gọi là Big Splash, hay Theia Impact là một giả thuyết cho rằng Mặt Trăng được tạo ra từ các mảnh vỡ để lại sau vụ va chạm giữa Trái Đất lúc trẻ với một thiên thể kích cỡ Sao Hỏa. Vụ va chạm xảy ra vào cỡ khoảng 4,5 Ga BP (tỷ năm trước đây), và ở khoảng 20 đến 100 triệu năm sau khi Hệ Mặt Trời ra đời. Thiên thể va chạm được đặt tên là Theia (hay Euryphaessa), một Titan trong thần thoại Hy Lạp và là mẹ của Selene, nữ thần Mặt Trăng.
Đây là giả thuyết khoa học được ưa chuộng cho sự hình thành Mặt Trăng. Các bằng chứng hỗ trợ bao gồm:
- Vòng quay của Trái Đất và quỹ đạo của Mặt Trăng có hướng tương tự nhau.[5]
- Hệ Trái Đất - Mặt Trăng có mô men động lượng cao bất thường, nghĩa là mô men có trong chuyển động quay của Trái Đất, chuyển động quay của Mặt Trăng và Mặt Trăng quay quanh Trái Đất cao hơn đáng kể so với các hành tinh đất đá khác. Một tác động lớn có thể đã cung cấp động lượng dư thừa này.
- Các mẫu đá Mặt Trăng chỉ ra rằng Mặt Trăng đã từng bị nóng chảy xuống một độ sâu đáng kể chưa xác định. Điều này có thể đòi hỏi nhiều năng lượng hơn so với năng lượng có được từ sự bồi tụ của một thiên thể có kích thước như Mặt Trăng. Một quá trình giàu năng lượng, chẳng hạn như một cú va chạm khổng lồ, có thể đã cung cấp năng lượng này.
- Mặt Trăng có lõi sắt tương đối nhỏ, khiến Mặt Trăng có mật độ thấp hơn Trái Đất. Các mô hình máy tính về tác động khổng lồ của một thiên thể có kích thước bằng Sao Hỏa với Trái Đất cho thấy lõi của vật va chạm có khả năng xuyên qua Trái Đất và hợp nhất với lõi của chính nó. Điều này sẽ khiến Mặt Trăng có độ kim loại thấp hơn các thiên thể khác.
- Có bằng chứng trong các hệ sao khác về các vụ va chạm tương tự, dẫn đến các đĩa bụi.

Vẫn còn một số vấn đề chưa được làm sáng tỏ xoay quanh giả thuyết này. Tỉ lệ đồng vị oxy của Mặt Trăng thực chất giống hệt như của Trái Đất, và không có bằng chứng nào chứng tỏ có sự góp mặt về thành phần của thiên thể nào. Các mẫu vật Mặt Trăng cũng không có tỉ lệ được dự đoán nguyên tố dễ bay hơi, các oxit sắt, hoặc các nguyên tố nhóm sắt, và không có chứng cứ nào cho thấy rằng Trái Đất từng có các đại dương macma như giả thuyết nhắc đến.

## Theia

Một cách giải thích về "Big Splash" khi được nhìn từ cực Nam.

## Bằng chứng

Hình động minh họa của Theia hình thành ở điểm L_{5} và sau đó va chạm. Quá trình được diễn tả trong vòng 1 năm (trước va chạm), làm Trái Đất hầu như không chuyển động. Nhìn từ cực Nam.